# Peter Huchel
Peter Huchel (ursprungligen Helmut Huchel) född 3 april 1903 i Lichterfelde utanför Berlin, död 1 maj 1981 i Staufen;  var en tysk poet och redaktör.

## Biografi
Huchel studerade litteratur och filosofi. Fram till 1940 arbetade han vid radion. Deltog sedan i andra världskriget där han hamnade i sovjetisk krigsfångenskap. Efter kriget bosatte han sig i Östberlin där han åren 1949–1962 var redaktör för Sinn und Form. Han avskedades 1962 efter påtryckningar från myndigheterna i DDR. Under de följande åren övervakades han av Stasi. Huchel fick 1971 tillåtelse att lämna DDR. Allt som allt består hans produktion av fem diktsamlingar.